# Torneo de Delray Beach 2014
La Open 13 2014 es un torneo de tenis que pertenece a la ATP en la categoría de ATP World Tour 250. Se disputará del 17 al 23 de febrero de 2014.

## Distribución de puntos
| Modalidad            | Campeón | Finalista | Semifinales | Cuartos de final | 2ª ronda | 1ª ronda | Clasificados | 2ª ronda de clasificación | 1ª ronda de clasificación |
| Individual masculino | 250     | 165       | 100         | 50               | 25       | 0        | 13           | 7                         | 0                         |
| Dobles masculino     | 250     | 150       | 90          | 45               | 20       | 0        | -            | -                         | -                         |

## Cabeza de serie

### Individuales masculinos
| Tenista         | Ranking | Preclasificado |
| Tommy Haas      | 12      | 1              |
| John Isner      | 13      | 2              |
| Kei Nishikori   | 16      | 3              |
| Kevin Anderson  | 22      | 4              |
| Vasek Pospisil  | 25      | 5              |
| Feliciano López | 26      | 6              |
| Marin Čilić     | 37      | 7              |
| Lleyton Hewitt  | 40      | 8              |

- Ranking del 10 de febrero de 2014

### Dobles masculinos
| Tenista                        | Ranking | Preclasificado |
| Bob Bryan Mike Bryan           | 2       | 1              |
| Eric Butorac Raven Klaasen     | 64      | 2              |
| Santiago González Scott Lipsky | 71      | 3              |
| Max Mirnyi Vasek Pospisil      | 112     | 4              |

- Ranking del 10 de febrero de 2014

## Campeones

### Individuales masculinos
Marin Čilić venció a  Kevin Anderson por 7-6(8-6), 6-7(7-9), 6-4

### Dobles masculinos
Bob Bryan /  Mike Bryan vencieron a  František Čermák /  Mikhail Elgin por 6-2, 6-3